# 仁德王后

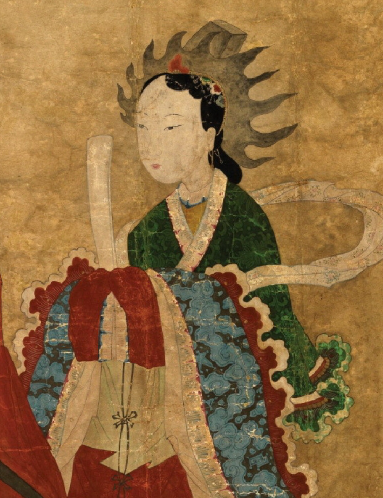

仁德王后（14世纪—1365年3月8日，朝鮮語：인덕왕후），孛兒只斤氏，即魯國大長公主，元惠宗初封承懿公主，蒙古名寶塔失里（朝鮮語：보르지긴 보타슈리）。
出生年份没有记载，她是元世祖忽必烈的玄孫女、元朝宗室魏王阿木哥（元武宗、元仁宗的兄弟，元顺帝的叔祖父）的孫女、阿木哥之子孛羅帖木兒的女儿，後封公主。1349年（元惠宗至正9年，高丽忠定王元年），在元大都與高丽恭愍王成婚，嫁入時為元朝征東行省的高麗，成為恭愍王的王妃。
高丽恭愍王14年（1365年），寶塔失里難產而死，諡號仁德恭明慈睿宣安王太后（朝鲜語：인덕공명자예선안왕태후）。至正二十七年（1367年），元惠宗賜谥號仁德恭明慈睿宣安徽懿鲁国大长公主（朝鲜語：인덕공명자예선안휘의노국대장공주）。仁德王后的死使恭愍王变得很消沉，无心理政，将国事托付给了高丽和尚辛旽。

## 相關影視作品
- 電影/电视仁德王后扮演者
  - 《開國》 鲜于银淑（1983）
  - 《辛旽》 徐智慧（2005）
  - 《霜花店》 宋智孝（2008）
  - 《信义/神医》 朴世榮（2012）
  - 《大风水》 裴民熙（2013）

## 延伸阅读
维基文库《高麗史》卷八十九 列傳第二 后妃二 （页面存档备份，存于）